# 1985-ös magyar öttusabajnokság
Az 1985-ös magyar öttusabajnokságot szeptember 4. és 7. között rendezték meg. A viadalt Mizsér Attila nyerte meg, akinek ez volt élete egyetlen egyéni bajnoki címe. A csapatversenyt az Újpesti Dózsa nyerte.
Első alkalommal rendeztek egyéni országos bajnokságot nők részére. A versenyt a férfi csapatbajnoksággal közösen rendezték meg. Az első bajnok Emhő Réka lett.

## Eredmények

### Férfiak

#### Egyéni
| Hely | Név              | Klub          | Eredmény |
| ---- | ---------------- | ------------- | -------- |
| 1.   | Mizsér Attila    | Újpesti Dózsa | 5454     |
| 2.   | Dobi Lajos       | Csepel SC     | 5423     |
| 3.   | Fábián László    | Bp. Honvéd    | 5410     |
| 4.   | Bárdi Róbert     | Újpesti Dózsa | 5315     |
| 5.   | Buzgó József     | Bp. Honvéd    | 5303     |
| 6.   | Demeter József   | Alba Volán    | 5210     |
| 7.   | Meyer Ervin      | Bp. Honvéd    | 5155     |
| 8.   | Fáth Ferenc      | Újpesti Dózsa | 5148     |
| 9.   | Tomaschof Sándor | Újpesti Dózsa | 5127     |
| 10.  | Román László     | MAFC          | 5097     |

#### Csapat
| Hely | Név                                                            | Klub                  | Eredmény |
| ---- | -------------------------------------------------------------- | --------------------- | -------- |
| 1.   | Bárdi Róbert, Mizsér Attila, Balaska Zsolt, Kálnoki Kis Attila | Újpesti Dózsa         | 20 688   |
| 2.   | Buzgó József, Martinek János, Fábián László, Divéky Gábor      | Bp Honvéd             | 20 565   |
| 3.   | Dobi Lajos, Kurucz Csaba, Pajor Gábor, Orosz László            | Csepel SC             | 18 940   |
| 4.   |                                                                | Székesfehérvári Volán | 18 909   |
| 5.   |                                                                | MAFC                  | 18 150   |
| 6.   |                                                                | Győr-Szolnok          | 17 116   |

### Nők

#### Egyéni
| Hely | Név              | Klub      | Eredmény |
| ---- | ---------------- | --------- | -------- |
| 1.   | Emhő Réka        | Csepel SC | 4400     |
| 2.   | Baranyai Judit   | Csepel SC | 4269     |
| 3.   | Szigeti Erika    | Csepel SC | 4215     |
| 4.   | Váradi Gabriella | MAFC      | 3657     |
| 5.   | Ajkai Krisztina  | Csepel SC | 3557     |
| 6.   | Fekete Mónika    | MAFC      | 3418     |